# Ustawa o obronie Ojczyzny
Ustawa z dnia 11 marca 2022 r. o obronie Ojczyzny – ustawa uchwalona przez Sejm Rzeczypospolitej Polskiej IX kadencji dotycząca podstawowych spraw z dziedziny obronności kraju. 17 marca 2022 została jednogłośnie przyjęta przez Senat, a 18 marca 2022 została podpisana przez Prezydenta Rzeczypospolitej Polskiej Andrzeja Dudę.
Zgodnie z art. 824 ustawa weszła w życie w ciągu 30 dni od dnia ogłoszenia, czyli 23 kwietnia 2022 (początkowo miała wejść w życie z dniem 1 lipca 2022, jednak w związku z inwazją Rosji na Ukrainę, Sejm zmienił datę wejścia w życie ustawy). Zastąpiła kilkanaście ustaw, w tym ustawę z dnia 21 listopada 1967 r. o powszechnym obowiązku obrony Rzeczypospolitej Polskiej.

## Rodzaje Sił Zbrojnych według ustawy
Zgodnie z art. 15 ust. 1 ustawy w skład Sił Zbrojnych wchodzą jako ich rodzaje:
- Wojska Lądowe,
- Siły Powietrzne,
- Marynarka Wojenna,
- Wojska Specjalne,
- Wojska Obrony Terytorialnej.

Ponadto zgodnie z art. 15 ust. 4 ustawy w skład Sił Zbrojnych wchodzą również:
- Żandarmeria Wojskowa, jako ich wyodrębniona i wyspecjalizowana służba;
- Wojska Obrony Cyberprzestrzeni jako specjalistyczny komponent Sił Zbrojnych są właściwe do realizacji pełnego spektrum działań w cyberprzestrzeni, w szczególności w zakresie proaktywnej ochrony oraz aktywnej obrony elementów i zasobów cyberprzestrzeni kluczowych z punktu widzenia Sił Zbrojnych.

Zgodnie z art. 15 ust. 5 tejże ustawy w przypadku ogłoszenia powszechnej lub częściowej mobilizacji oraz w czasie wojny Służba Kontrwywiadu Wojskowego i Służba Wywiadu Wojskowego stają się z mocy prawa częścią Sił Zbrojnych (podobne rozwiązanie w odniesieniu do Straży Granicznej przewiduje ustawa o Straży Granicznej).

## Poprzednie regulacje
Ustawa zastąpiła:
- ustawę z dnia 21 kwietnia 1966 r. o ustanowieniu medalu „Za udział w walkach o Berlin” i medalu „Za zasługi dla obronności kraju” (Dz.U. z 2019 r. poz. 425)
- ustawę z dnia 21 listopada 1967 r. o powszechnym obowiązku obrony Rzeczypospolitej Polskiej (Dz.U. z 2021 r. poz. 372)
- ustawę z dnia 17 grudnia 1974 r. o uposażeniu żołnierzy niezawodowych (Dz.U. z 2017 r. poz. 2146)
- ustawę z dnia 30 lipca 1992 r. o ustanowieniu Święta Wojska Polskiego (Dz.U. z 1992 r. nr 60, poz. 303)
- ustawę z dnia 3 października 1992 r. o przysiędze wojskowej (Dz.U. z 1992 r. nr 77, poz. 386)
- ustawę z dnia 14 grudnia 1995 r. o ustanowieniu Medalu „Siły Zbrojne w Służbie Ojczyzny” (Dz.U. z 1996 r. nr 32, poz. 140)
- ustawę z dnia 3 września 1999 r. o ustanowieniu Medalu Wojska Polskiego (Dz.U. z 1999 r. nr 84, poz. 936)
- ustawę z dnia 25 maja 2001 r. o odpowiedzialności majątkowej żołnierzy (Dz.U. z 2018 r. poz. 85)
- ustawę z dnia 25 maja 2001 r. o przebudowie i modernizacji technicznej oraz finansowaniu Sił Zbrojnych Rzeczypospolitej Polskiej (Dz.U. z 2022 r. poz. 161)
- ustawę z dnia 23 sierpnia 2001 r. o organizowaniu zadań na rzecz obronności państwa realizowanych przez przedsiębiorców (Dz.U. z 2020 r. poz. 1669)
- ustawę z dnia 11 kwietnia 2003 r. o świadczeniach odszkodowawczych przysługujących w razie wypadków i chorób pozostających w związku ze służbą wojskową (Dz.U. z 2017 r. poz. 1950)
- ustawę z dnia 11 września 2003 r. o służbie wojskowej żołnierzy zawodowych (Dz.U. z 2022 r. poz. 536)
- ustawę z dnia 28 listopada 2003 r. o służbie zastępczej (Dz.U. z 2018 r. poz. 885)
- ustawę z dnia 9 października 2009 r. o dyscyplinie wojskowej (Dz.U. z 2021 r. poz. 1489)[1].

## Nowelizacje
Ustawa została znowelizowana 16 razy. Ostatnia zmiana weszła w życie 1 czerwca 2025. Opublikowano trzy teksty jednolite ustawy w 2022,  2024 i 2025.